# Alice Kober
Alice Kober (Nova York, 23 de desembre de 1906 — 16 de maig de 1950) va ser una filòloga, arqueòloga i professora estatunidenca, coneguda per haver posat les bases que van permetre desxifrar el sistema d'escriptura lineal B el 1952.

## Vida i carrera
Filla d'immigrants hongaresos, Kober va néixer a Yorkville, un barri de l'Upper East Side de Manhattan. Va estudiar al Hunter College High School, i a l'estiu de 1924 va quedar tercera en una competició acadèmica de Nova York. El premi, de 100$ anuals, li va permetre estudiar al Hunter College, on es va llicenciar en Filologia Llatina amb magna cum laude i va formar part de Phi Beta Kappa. Va realitzar un màster en Estudis Clàssics a la Columbia University l'any 1929, i es va doctorar el 1932.
Mentre feia el doctorat, Kober va treballar a Hunter High i a Hunter College i, l'any 1930, va obtenir una plaça de professora de Clàssiques a Brooklyn College, on va romandre tota la seva carrera. Després d'aprendre Braille de manera autodidacta, va traduir-hi llibres de text, recursos de la biblioteca i exàmens finals per a estudiants cecs al Brooklyn College.

## Lineal B
A començaments de la dècada de 1930, Kober va estudiar el lineal B, un sistema d'escriptura fins aleshores indesxifrat pertanyent a una llengua egea, de l'edat de Bronze, no identificada. Per fer-ho, va crear registres en 180.000 fitxes. Kober va utilitzar un punxó per crear una "base de dades en què els forats marcaven els paràmetres que permetien classificar les dades".
Alice Kober també va arribar a dominar diverses llengües, antigues i modernes, entre les quals l'hitita, el gaèlic, l'accadi, el tokhari, el sumeri, el persa antic, el basc i el xinès. Entre els anys 1942 i 1945, mentre treballava de professora al Brooklyn College, anava setmanalment fins a Yale per estudiar sànscrit avançat. També es va dedicar a l'estudi de l'arqueologia de camp a Nou Mèxic.
El 1946, Kober va rebre una beca Guggenheim d'un any per centrar-se en l'estudi del lineal B. Després de conèixer John Linton Myres, va aconseguir accés a moltes més inscripcions en lineal B recollides per l'arqueòleg de Knossos Sir Arthur Evans i en va copiar a mà la majoria a l'Oxford University el 1947. La descoberta més important de Kober va ser que el lineal B era una llengua fusional, difícil d'escriure amb un sistema d'escriptura sil·làbic.
La docència i la correcció i edició d'Scripta Minoa, de Myres, van dificultar l'avenç en el procés de desxifrar el lineal B.
Alice Kober va morir a l'edat de 43 anys l'any 1950. Després de la seva mort, l'arquitecte Michael Ventris va continuar la tasca de Kober i l'any 1952 va aconseguir desxifrar el lineal B, que va identificar com a grec micènic.

## Correspondència i articles
La col·lecció extensa de correspondència i articles de Kober (que inclouen evidència del seu descobriment de la inflexió del lineal B), es pot consultar en línia al Program for Aegean Scripts & Prehistory (PASP) de la Universitat de Texas: Alice E. Kober Papers.